# František Suchý Brněnský
František Suchý, označovaný jako František Suchý Brněnský (9. dubna 1902 Libina – 12. července 1977 Brno), byl český hobojista a hudební skladatel.

## Život
Studoval na brněnské konzervatoři hru na hoboj u Matěje Wagnera a skladbu u Jaroslava Kvapila. Ve skladbě se zdokonalil v mistrovské škole u Vítězslava Nováka. V letech 1927–1947 působil jako první hobojista Brněnského rozhlasového orchestru. Po roce 1947 byl profesorem teoretických předmětů a hry na hoboj na brněnské konzervatoři a od roku 1949 přednášel i na Janáčkově akademii múzických umění v Brně. Věnoval se také komorní hudbě. Založil a vedl Moravské dechové kvinteto. Působil rovněž jako předseda brněnské pobočky Svazu československých skladatelů.

## Dílo

### Vokální díla
- V Getsemaně op. 7 (oratorium, text R. Bojko, 1937)
- Česká mše op. 8 (1929)
- Svobodni op. 20 (kantáta na text R. Bojka, 1947)
- Mše op. 39 (1952)
- Maryla op. 41 (opera, podle Aloise Jiráska, 1956)
- Otčina op. 47 (kantáta na text R. Bojka, 1959)

### Orchestrální skladby
- Symfonietta op. 12 (1932)
- Variační suita op. 14 (1935)
- Předehra op. 18 (1936)
- Koncert pro flétnu a orchestr op. 19 (1939)
- Capriccio pro housle op. 21 (1940)
- Barokní koncert pro housle op. 31 (1944)
- Serenáda pro dechové nástroje op. 30 (1944)
- 1. symfonie op. 33 (1946)
- 2. symfonie op. 37 (1950)
- Vinařská suita pro violu a komorní orchestr (1955)
- Vysočina, symfonická suita op. 44 (1957)
- 3. symfonie op. 43 (1957)
- 4. symfonie
- 5. Symfonie op. 60

### Komorní skladby
- Sonatina pro hoboj a klavír op. 4 (1927)
- 3 dechové kvintety (op. 5, op. 34 a op. 45)
- Klavírní suita op. 11 (1931)
- Concertino pro housle a dechový kvintet op. 13 (1931)
- Smyčcový kvartet op. 15 (1934)
- Sonáta pro housle a klavír op. 17 (1935)
- Sonáta pro sólovou violu op. 20 (1942)
- Nonet č. 1 op. 28 (1943)
- Sonatina pro housle a violu op. 36 (1949)
- Smyčcové trio op. 38 (1951)
- Tři české tance pro dechový kvintet op. 40 (1952)
- Sonáta pro fagot op. 42 (1956)
- Nonet č. 2 op. 46 (1959)
- Sextet op. 48 (1960)
- Sonáta pro klarinet a klavír (1961)
- Sonáta pro lesní roh a klavír
- Fantasie pro hoboj a klavír

Dále zkomponoval řadu písní, písňových cyklů a mnoho scénické hudby a hudby k rozhlasovým pořadům.